# Croton jaucoensis
Espèce
Classification APG III (2009)
Croton jaucoensis est une espèce de plantes à fleurs du genre Croton et de la famille des Euphorbiaceae, présente à Cuba.